# Маккензи, Колин (легкоатлет)
Колин Маккензи (англ. Colin Mackenzie; род. 30 июня 1963) — британский легкоатлет, специалист по метанию копья. Выступал на профессиональном уровне в 1981—1998 годах, чемпион Великобритании, победитель и призёр первенств национального значения, участник чемпионатов мира 1991 года в Токио и 1993 года в Штутгарте.

## Биография
Колин Маккензи родился 30 июня 1963 года.
Впервые заявил о себе в лёгкой атлетике на международном уровне в сезоне 1981 года, когда вошёл в состав британской сборной и выступил в метании копья на юниорском европейском первенстве в Утрехте.
В 1985 году победил на соревнованиях в Лондоне, установив личный рекорд с копьём старого образца — 81,30 метра.
В 1986 году представлял Уэльс на Играх Содружества в Эдинбурге, с результатом 70,82 занял итоговое седьмое место.
В 1991 году отметился выступлением на чемпионате мира в Токио, в финал не вышел.
В 1993 году стал чемпионом Великобритании, победил на соревнованиях в Эдинбурге, установив при этом свой личный рекорд в метании копья нового образца — 82,38 метра. Метал копьё на чемпионате мира в Штутгарте.
В 1994 году среди прочего выступил на чемпионате Европы в Хельсинки, тогда как Игры Содружества в Виктории вынужден был пропустить из-за травмы лодыжки. Позднее оказалось, что ранее на турнире в Италии Маккензи провалил допинг-тест — его проба показала наличие следов запрещённого анальгетика декстропропоксифена. Спортсмен отрицал злые намерения, заявляя, что препарат использовался им исключительно для восстановления от травмы и своим действием не оказывал влияния на спортивные результаты, тем не менее, в конечном счёте его признали виновным в нарушении антидопинговых правил и отстранили от участия в соревнованиях на три месяца.
По окончании срока дисквалификации Колин Маккензи продолжил принимать участие в различных легкоатлетических турнирах. Так, в 1996 году он метал копьё на Кубке Европы в Мадриде, став пятым.
Завершил спортивную карьеру по окончании сезона 1998 года.